# Urząd ziemski (II Rzeczpospolita)
Urząd ziemski – jednostka administracji rządowej powołana w celu przeprowadzenia reformy rolnej i przebudowy ustroju rolnego.
Zadanie urzędu ziemskiego scharakteryzowano w ustawie z 1920 r., którą ustanowiono równolegle z ustawą o wykonaniu reformy rolnej.   

## Zadania urzędów ziemskich związanych z reformą rolną
Zadaniem urzędów ziemskich było przeprowadzenie i utrwalenie nowego ustroju rolnego w myśl ustawą Sejmu z 15 lipca 1920 r. o wykonaniu reformy rolnej.
Na cele przeprowadzenia reformy rolnej do dyspozycji Głównego Urzędu Ziemskiego przeznaczono:
- dobra będące własnością Państwa oraz dóbr powstałych wskutek likwidacji władz byłych państwa zaborczych;
- dobra należące do członków byłych zaborczych dynastii panujących lub członków ich rodzin;
- dobra byłego rosyjskiego Banku Włościańskiego i byłej pruskiej Komisji Kolonizacyjnej;
- dobra tzw. martwej ręki (duchowne, biskupie, kapitulne, klasztorne, plebańskie, kościołów i gmin wyznaniowych) oraz nierozparcelowane dobra poduchowne i poklasztorne;
- dobra innych instytucji publicznych a w szczególności dobra fundacji, bądź będące pod zarządem Państwa.

## Przymusowy wykup gruntów przez urzędy ziemskie
Urzędy ziemskie zostały zobowiązane do przymusowego wykupu gruntów:
- majątków ziemskich;
- dóbr parcelowanych samowolnie, bez zezwolenia właściwych organów państwowych;
- majątków nabytych w okresie po 1 sierpnia 2014 r. i przed 14 września 1919 r., przez osoby, dla których rolnictwo nie było albo nie stało się zajęciem zawodowym;
- dóbr, które w ciągu ostatnich 5 lat zmieniały więcej niż dwukrotnie właściciela;
- majątków ziemskich nabytych w czasie wojny z zysków lichwiarskich;
- majątków, których właściciele od czasu istnienia b. Komisji Kolonizacyjnej sprzedali ziemie państwom zaborczym na parcelację;
- majątków ziemskich, znajdujących się w sferze oddziaływania interesów mieszkaniowych miast.

## Zakres przymusowego wykupu majątków ziemskich
Przymusowemu wykupowi podlegały:
- nadwyżki gruntu ponad 60 ha obszaru w majątkach położonych w okręgach przemysłowych i podmiejskich;
- nadwyżki ponad 400 ha ogólnego obszaru w majątkach położonych na terenie b. zaboru pruskiego;
- nadwyżki ponad 180 ha ogólnego obszaru w majątkach położonych na pozostałym obszarze Rzeczypospolitej Polskiej.

## Struktura i zadania urzędów ziemskich

### Główny Urząd Ziemski
Ustawą z dnia 22 lipca 1919 r. w przedmiocie utworzenia głównego urzędu ziemskiego został powołany Główny Urząd Ziemski. Celem urzędu było zarządzania sprawami dotyczącymi przebudowy ustroju rolnego. Na czele Głównego Urzędu Ziemskiego stał prezes, mianowany przez Naczelnika Państwa na wniosek Rady Ministrów. Prezes Głównego Urzędu Ziemskiego zajmował stanowisko równorzędne ministrowi i działał w stałym porozumieniem z Ministrem Rolnictwa i Dóbr Państwowych. Ustawą z 1920 r. o organizacji urzędów ziemskich została uchylona ustawa z 1919 r. w przedmiocie utworzenia głównego urzędu ziemskiego. 
W ustawie z 1920 r. o organizacji urzędów ziemskich określono zakres działania Głównego Urzędu Ziemskiego, do którego należało :
- przygotowywanie projektów ustaw w przedmiocie przebudowy i regulacji ustroju rolnego;
- wykonanie ustaw dotyczących tej przebudowy;
- zapewnienie potrzebnej do państwowej parcelacji i kolonizacji ilości ziemi, jej rozparcelowanie i skolonizowanie;
- regulowanie spraw, dotyczących ustroju gospodarstw rolnych, poprzez scalania gruntów, układu służebności, podziału gruntów wspólnych;
- regulowanie obrotu ziemią;
- organizacja urzędów ziemskich oraz sprawy, dotyczące komisji osadniczej w Poznaniu, komisji agrarnych w b. zaborze austriackim oraz instytucji dla tworzenia włości rentowych na ziemiach Polski b. zaboru pruskiego i b. zaboru austriackiego;
- likwidacja spraw oddziałów b. rosyjskiego Banku Włościańskiego na ziemiach polskich;
- sprawy Państwowego Banku Rolnego;
- inne sprawy z przebudową ustroju rolnego związane, przekazane Głównemu Urzędowi Ziemskiemu przez właściwe ustawy lub rozporządzenia.

### Główna Komisja Ziemska
Przy Głównym Urzędzie Ziemskim powołano Główną Komisje Ziemską, do kompetencji której należało:
- orzecznictwo w sprawach przekazywanych jej przez ustawy i rozporządzenia lub oddanych do jej rozpoznania przez prezesa Głównego Urzędu Ziemskiego;
- opiniowanie w sprawach wymagających jej opinii w świetle ustaw i rozporządzeń lub na żądanie prezesa Głównego Urzędu Ziemskiego;
- rozstrzyganie drugiej i ostatniej instancji odwołań wniesionych od orzeczeń okręgowej komisji ziemskiej przez strony lub przez prezesa Głównego Urzędu Ziemskiego.

### Okręgowe urzędy ziemskie
Władzami wykonawczymi w sprawach reformy rolnej były okręgowe urzędy ziemskie, które obejmował swoim działaniem województwo. Do zakresu działania okręgowego urzędu ziemskiego należało:
- regulowanie obrotu ziemią, a w szczególności parcelacji prywatnej zgodnie z ustawami i rozporządzeniami;
- wydawanie zarządzeń w sprawie państwowej parcelacji, osadnictwa, komasacji, układu służebności;
- popieranie melioracji związanych z czynnościami, należącymi do zakresu działania urzędów ziemskich;
- wykonanie czynności dotyczących tworzenia rezerwy ziemi potrzebnej do przebudowy ustroju rolnego;
- wykonywanie prawomocnych uchwał, względnie orzeczeń głównej i okręgowej komisji ziemskiej.

### Okręgowe komisje ziemskie
Przy okręgowych urzędach ziemskich powołane były okręgowe komisje ziemskie, do ich zakresu działania, jako pierwszej instancji, należało:
- rozstrzyganie wszelkich spraw spornych, wynikających z postępowania regulacyjnego przy scalaniu i zamianie gruntów, likwidacji serwitutów oraz podziału i regulacji wspólnot;
- orzekanie w sprawach przymusowego wykupu majątków ziemskich, przeznaczonych na parcelację i przeprowadzenie oszacowania tych majątków według obowiązujących przepisów prawnych;
- wyrażanie opinii w sprawach, w których właściwe ustawy i rozporządzenia wymagają takiej opinii.

### Powiatowe urzędu ziemskie
W miarę potrzeby były tworzone – na podstawie zarządzeń prezesa Głównego Urzędu Ziemskiego – powiatowe urzędy ziemskie. Kompetencje terytorialne powiatowego urzędu ziemskiego mogły być rozciągnięte na jeden lub więcej powiatów. W powiatach pozbawionych urzędów ziemskich czynności spełniali urzędnicy oddelegowani na stałe lub czasowo przez okręgowe urzędy ziemskie. 

### Gminne komisje ziemskie
W sprawach związanych z przeprowadzaniem reformy rolnej na terenie poszczególnych gmin, powoływano gminne komisje ziemskie, które stanowiły ciało doradcze. Komisje złożone były z przedstawicieli rad gminnych, wybranych w liczbie 5–7 osób, znających stosunki panujące w danej gminie względnie wsi. 

## Zmiany organizacyjne w funkcjonowaniu urzędów ziemskich
Z dniem 6 lipca 1923 r. zniesiony został urząd prezesa Głównego Urzędu Ziemskiego, któremu nadano rangę ministra. W to miejsce ustanowiono urząd Ministra Reform Rolnych, któremu powierzono sprawy przebudowy ustroju rolnego.
Natomiast okręgowe i powiatowe urzędy ziemskie funkcjonowały w niezmienionym kształcie organizacyjnym.